# Åbobranterna
Åbobranterna är ett naturreservat i Linköpings kommun i Östergötlands län.
Området är naturskyddat sedan 2016 och är 37 hektar stort. Reservatet omfattar höjder och branter mot öster. Reservatet består av tall i hällmarksmiljö vid toppen och granar med inslag av lövträd i branterna.